# Velké Opatovice
Pour les articles homonymes, voir Opatovice.
Velké Opatovice (en allemand : Groß Opattowitz) est une ville du district de Blansko, dans la région de Moravie-du-Sud, en République tchèque. Sa population s'élevait à 3 480 habitants en 2024.

## Géographie
Velké Opatovice se trouve à 17 km au sud de Moravská Třebová, à 28 km au nord de Blansko, à 47 km au nord de Brno et à 169 km à l'est-sud-est de Prague.
La commune est limitée par Slatina, Bělá u Jevíčka, Jevíčko au nord, par Uhřice à l'est, par Cetkovice, Borotín et Vanovice au sud, par Letovice au sud-ouest, et par Horní Smržov et Roubanina à l'ouest. La commune de Malá Roudka est entièrement englobée dans le territoire de Velké Opatovice.

## Histoire
La première mention écrite de la localité date de 1308.

## Tourisme
- Centre de cartographie de Moravie (Moravské kartografické centrum) : a ouvert en 2007 en coopération entre la ville de Velké Opatovice et le Musée national de l'agriculture de Prague, et avec le soutien des Archives provinciales moraves de Brno et du Musée national des techniques de Prague. Le centre a été construit sur le site de l'aile sud du château de Velko Opatovice, qui a brûlé en 1973. Le bâtiment moderne a été construit en deux étapes entre 1989 et 2007. Le centre propose la plus grande exposition de cartes et de levés de la République tchèque. L'exposition traite de l'évolution de la représentation cartographique de la Bohême, de la Moravie et de la Silésie depuis les temps les plus reculés jusqu'à nos jours. L'exposition centrale du Centre cartographique est une carte géante en relief des terres historiques de Moravie et de Silésie sur une surface d'environ 110 m2 datant du tournant des XIXe et XXe siècles. L'exposition permanente se concentre non seulement sur la cartographie, mais aussi sur la géodésie, la photogrammétrie et la polygraphie cartographique, et couvre ainsi tout le spectre de la topographie[7].

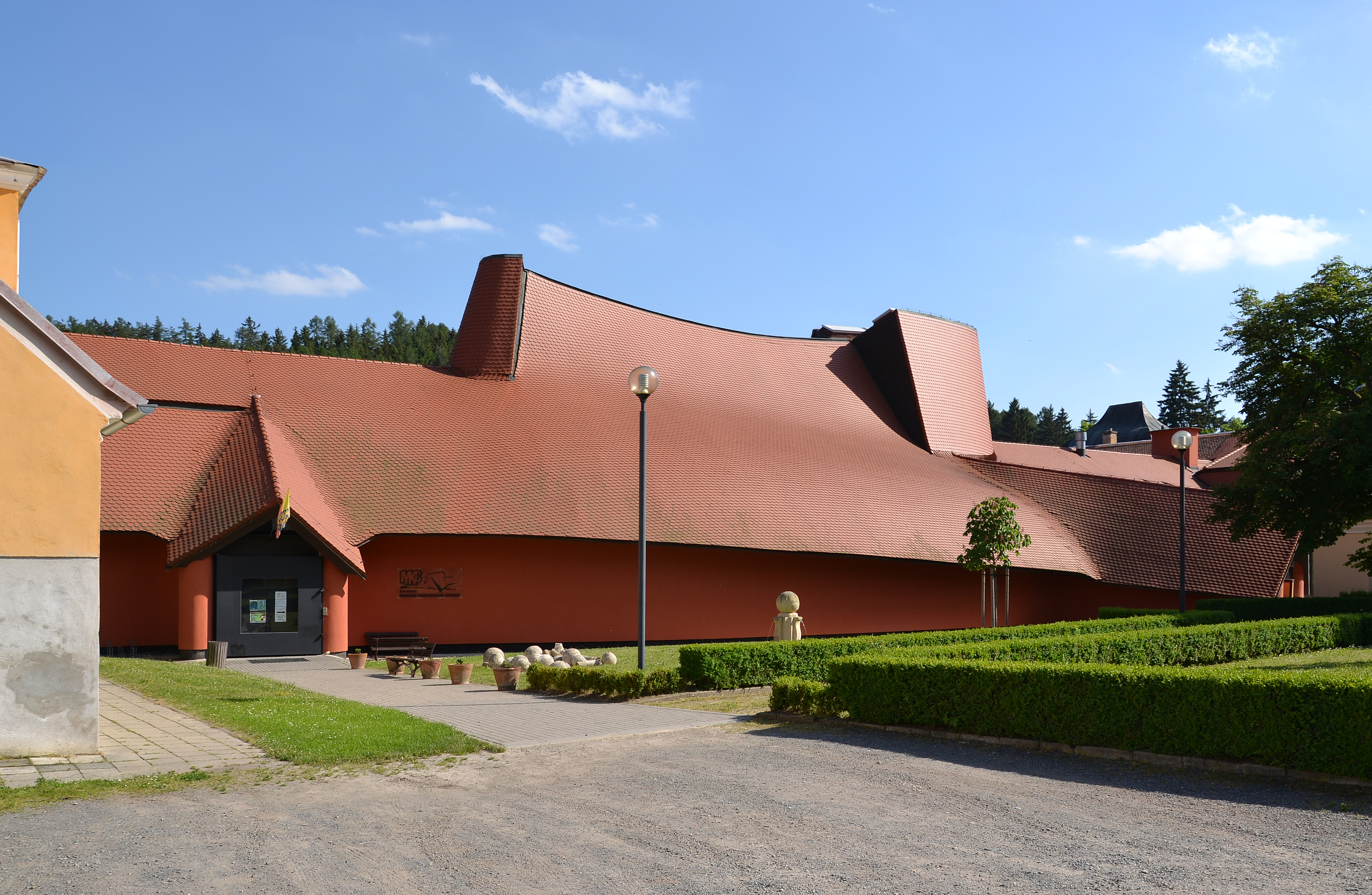
Centre cartographique de Moravie.
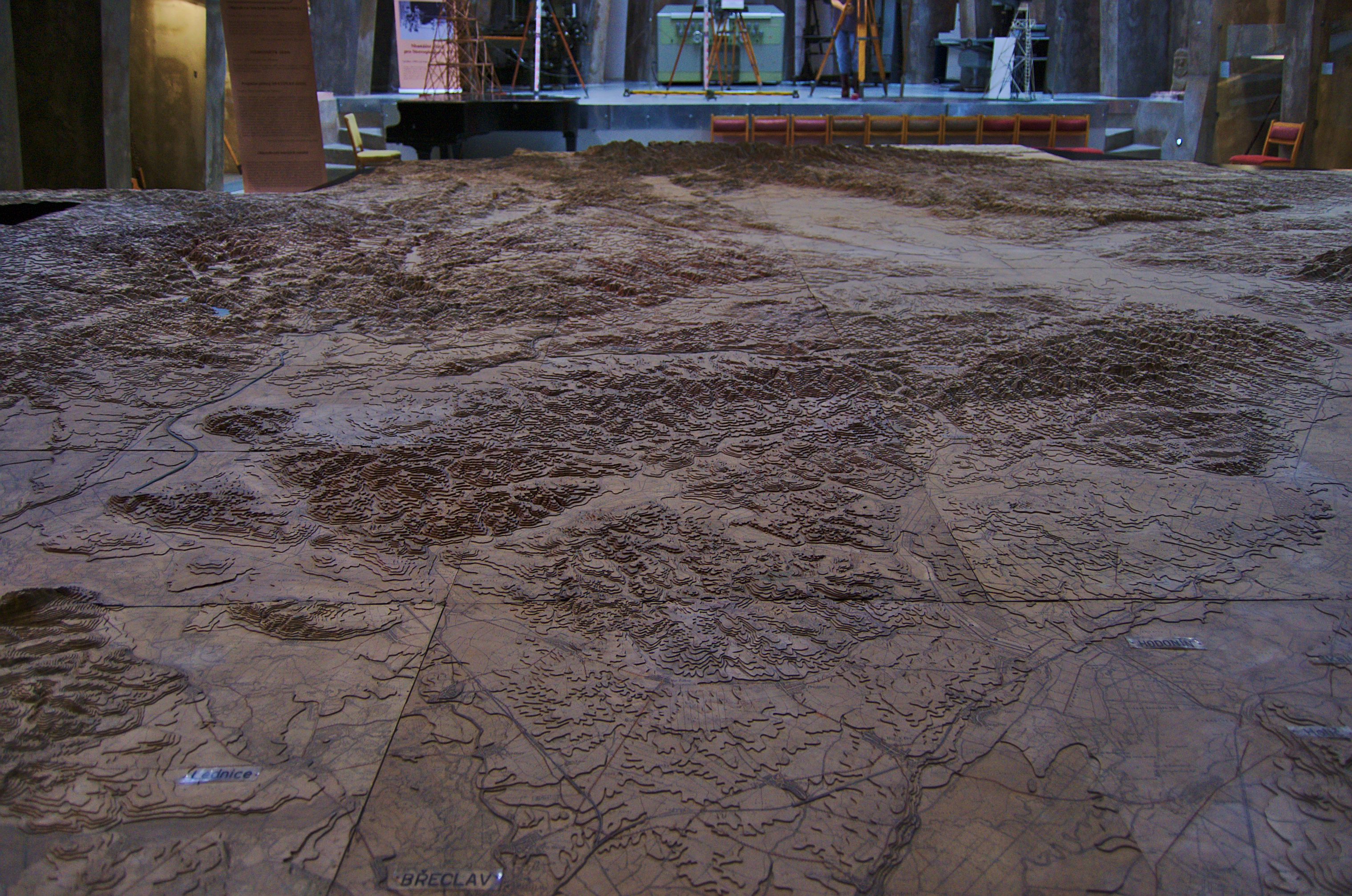
Carte en relief de Moravie et Silésie.

## Transports
Par la route, Velké Opatovice se trouve à 14 km de Letovice, à 35 km de Blansko, à 57 km de Brno et à 241 km de Prague. 